# Something Beautiful (Film)
Something Beautiful ist ein kommender US-amerikanischer Musikfilm zum gleichnamigen Album der Sängerin Miley Cyrus aus dem Jahr 2025. Drehbuch und Regie stammen von Cyrus, Jacob Bixenman und Brendan Walter, produziert wurde der Film von Columbia Records, Sony Music Vision, Live Nation Entertainment und XYZ Films. Der Film wird am 6. Juni 2025 auf dem Tribeca Film Festival uraufgeführt und kommt am 12. Juni 2025 in die Kinos.

## Hintergrund und Produktion
Im November 2024 gab Cyrus in einem Interview mit Harper’s Bazaar bekannt, dass sie an einem neuen Album mit dem Titel Something Beautiful (2025) arbeitet. Inspiriert von Pink Floyds The Wall (1979), beschrieb sie das Album als ein visuelles Album, das sich um das Thema „Heilung“ dreht. Cyrus begann am 17. März 2025, ihr kommendes Album anzukündigen, indem sie ihre Bilder in den sozialen Medien und auf ihrer Website aktualisierte und das Projekt durch Plakate auf der ganzen Welt ankündigte. Die Sängerin kündigte das Album und den Film am 24. März an, gab den Kinostart des Films für Juni bekannt und beschrieb ihn als „eine einzigartige visuelle Erfahrung, die die Fantasie beflügelt“ und „eine einzigartige Pop-Oper“. Im Gespräch mit Zane Lowe für Apple Music beschrieb sie den Film als ihre „Art zu touren“.
Der Film wurde von Cyrus’ Plattenlabel Columbia Records, Sony Music Vision, Live Nation Entertainment und XYZ Films produziert. Er wurde von Cyrus, Jacob Bixenman und Brendan Walter geschrieben sowie inszeniert und von Cyrus, Panos Cosmatos, Nick Spicer, Nate Bolotin und Aram Tertzakian produziert. Die ausführenden Produzenten sind Adam Folk, Ron Perry, CEO von Columbia Records, Tom Mackay von Sony Music, Krista Wegener, Michael Rapino, CEO von Live Nation, sowie Brad Wavra und Ryan Kroft, Führungskräfte von Live Nation. Benoît Debie fungierte als Kameramann.

## Geplante Veröffentlichung und Promotion
Am 25. März 2025 wurde der Trailer des Films veröffentlicht. Seine Ausschnitte wurden zugänglich gemacht und dienten als Musikvideos für die Songs des Albums. Am 31. März 2025 wurden die visuellen Videos zu „Prelude“ und „Something Beautiful“ veröffentlicht. Das Video zu „End of the World“ wurde am 3. April 2025 veröffentlicht, und das Video zu „More to Lose“ erschien am 9. Mai 2025. Spotify veranstaltete am 6. Mai 2025 die Veranstaltung „An Evening with Miley Cyrus“ (Ein Abend mit Miley Cyrus), bei der eine begrenzte Anzahl von Fans in New York City das Album hören und einen Film sehen konnte. Der zweite Trailer wurde am 22. Mai 2025 herausgebracht.
Der Film wird am 6. Juni 2025 im Beacon Theatre in New York City im Rahmen des Tribeca Film Festivals uraufgeführt. Er wird von Trafalgar Releasing und Sony Music Vision in die Kinos gebracht. Der Film wird nur einen Abend lang gezeigt, und zwar am 12. Juni in den Vereinigten Staaten und Kanada und am 27. Juni international.